# Casey Neistat
Casey Owen Neistat (Gales Ferry, Connecticut, 25 de marzo de 1981) es un director, productor, vlogger, youtuber y empresario estadounidense, cofundador de la red social Beme. Neistat y su hermano, Van, son creadores de la serie de HBO: The Neistat Brothers.

## Primeros años
Neistat nació y fue criado en New London, Connecticut. durante su infancia, Casey fue un niño muy problemático por lo cual siempre tenía problemas en casa, sus padres se divorciaron y por lo tanto su madre tuvo la custodia legal de este, sin embargo debido a ser tan problemático su madre le dijo que tenía que irse de casa y esto conllevó a dejar la secundaria Ledyard en el décimo grado a la edad de 15 años y no volvió a la escuela ni se graduó. Tuvo que quedarse en varias casas de sus amigos hasta que pudiera encontrar un lugar en el cual vivir, hasta que pudo conocer a dos mujeres mayores que él, las cuales alquilaban un piso y aceptaron que se quedara con ellas, Casey comenzó una relación con una de ellas, Robin Harris, sin embargo ella ya no se sentía cómoda viviendo con su amiga y la joven pareja se fue a Connecticut viviendo en el sótano de los amigos de Robin hasta poder conseguir un apartamento, Casey trabajó en un restaurante de mariscos ganando solo $8 dólares por hora aunque fue suficiente para poder alquilar un apartamento. Sin embargo, su novia quedó embarazada, dando a luz a su primer hijo en el año de 1998 cuando Casey solo contaba 17 años. Llamaron Owen al recién nacido. debido a los gastos requeridos por un miembro más de la familia, tuvieron que irse a vivir a un parque de remolques siendo estos pobres, Casey trabajó muy duro para poder mantener a su familia y ahorrando pudo llevarlos a Nueva York donde se encontraba su hermano mayor. Ahí, según él, se enamoró del ordenador iMac de su hermano y de regreso a casa obtuvo su primera tarjeta de crédito y se compró una videocámara y una computadora con las cuales hacía vídeos cortos de su familia. Al poco tiempo la joven pareja terminó rompiendo y Casey tuvo que irse de su casa. Decidió entonces llevar a cabo su plan de mudarse a Nueva York y convertirse en cineasta, pero le dolía saber que no estaría siempre con su hijo y no lo vería crecer. Desde los 17 años hasta los 20 vivió en un parque de tráileres con su novia, Robin, y su hijo, Owen, durante ese tiempo bajo asistencia social. En 2001 Neistat se mudó a Nueva York.

## Inicios
Previo a mudarse a Nueva York, Neistat trabajó como lavaplatos y cocinero en Mystic, Connecticut. Su primer trabajo en Nueva York fue como mensajero en bicicleta.

### Tom Sachs
A mitad de 2001, Neistat y su hermano Van, comenzaron a trabajar con el artista Tom Sachs, haciendo una serie de películas acerca de las esculturas de Sachs y sus instalaciones. Este fue el primer trabajo de los hermanos de manera colectiva.

### iPod's Dirty Secret
Neistat ganó exposición internacional por primera vez en 2003, por una película de tres minutos llamada iPod's Dirty Secret (El sucio secreto del Ipod) criticando la falta de un programa de reemplazo de batería para los iPod de Apple. El video recibió la atención de medios nacionales y dirigió el foco a la falta de políticas de reemplazo de baterías por parte de Apple. El videoclip inicia con una llamada al Soporte Técnico de Apple y una conversación entre Casey y el operador, llamado Ryan. Casey explica que tras 18 meses de uso, la batería de su iPod murió. Ryan sugiere que por el costo de enviar y reemplazar la batería es mejor adquirir un iPod nuevo. Con la canción "Express Yourself de N.W.A., los hermanos comenzaron una campaña de "anuncio público" para informar a los consumidores acerca de las baterías. Usando carteles de stencils que decían "La batería irremplazable del iPod solo dura 18 meses" pintaron la advertencia sobre las publicidades del iPod en las calles de Manhattan.
La película fue publicada en Internet el 20 de septiembre de 2003 y en seis días fue vista más de un millón de veces. La misma atrajo la atención de los medios rápidamente y la controversia fue cubierta mundialmente por más de 130 medios, incluyendo The Washington Post, Revista Rolling Stone, Fox News, CBS News y BBC News.
Apple anunció oficialmente una política de reemplazo de baterías el 14 de noviembre de 2003 y también una extensión de la garantía el 21 de noviembre. The Washington Post declaró erróneamente que ambos programas fueron anunciados días después de que la película se volvió pública. Fox News estableció la fecha de la política dos semanas después del video y Neil Cavuto lo llamó una "historia de David y Goliath" en el programa Your World. La vocera de Apple, Natalie Sequeira negó conexión alguna entre el video y la nueva política, declarando que la revisión de la misma se venía trabajando durante varios meses antes de que la película haya sido publicada.

### Science experiments
En 2004 Neistat y su hermano crearon una serie de películas llamadas Science Experimients (Experimentos de ciencia). Los episodios de 15 minutos mostraban una serie de diferentes experimentos. Fue incluida en el 26 Biennial de San Pablo, Brasil. El trabajo fue popular y destacado en el programa 59th Minute de Creative Time, mostrando un minuto de la película cada 59 minutos del Panasonic Time Square Astrovision.

## Televisión y películas

### Serie de HBO
En julio de 2008, HBO compró la serie de televisión de ocho episodios, "The Neistat Brothers" por cerca de dos millones de dólares. La serie fue creada por Casey y Van Neistat, Mason Daugherty y Tom Scott. El productor independiente Christine Vachon fue productor de consulta. Escrita y dirigida por Casey y Van, el programa es autobiográfico y relatado en primera persona. Cada uno de los ocho episodios trata sobre historias de la vida de los hermanos. Su premier fue el 4 de junio de 2010 en la medianoche de HBO.
The Hollywood Reporter dijo que los hermanos Neistat son al cine lo que Dr. Seuss a la literatura. Hank Stuever del Washington Post expresó que "los Neistat exhiben un entusiasmo por la vida que no puedes no amar. De igual manera tuvo sus críticas: el blog The Zeitgeisty Report lo llamó un desastre pretencioso y sugirió que fue el show más irritante en la historia de HBO.

### The Pleasure of Being Robbed
Casey Neistat fue productor ejecutivo en la película del 2008, The Pleasure of Being Robbed. La película estrenó en el Festival de Cannes 2008.

### Daddy Longlegs
Junto con Tom Scott fue productor de Daddy Longlegs, de los hermanos Josh y Benny Safdie, que estrenó en el Festival de Cannes con el título alternativo Go Get Some Rosemary en 2009. El crítico A. O. Scott alabó su "relajado e íntimo estilo de fotografía", y el desempeño de la estrella Ronald Bronstein. La llamó una "encantadora, y eriza pelos". Neistat y Scott, junto con los directores Josh y Benny Safdie ganaron el premio Independent Spirit John Cassavetes bajo el título americano: Daddy Longlegs.

## Videos de Internet
Neistat ha publicado más de mil vídeos en YouTube desde que abrió su cuenta el 15 de febrero de 2010. Los temas de sus videos varían ampliamente y en su mayoría aparece Neistat. El 24 de agosto de 2015 alcanzó 1 millón de suscriptores en su canal de Youtube. El 18 de noviembre de 2016 anuncio la clausura de los vlogs diarios.

### Chatroulette
El 23 de febrero de 2010, Neistat hizo público un video de 5 minutos acerca del sitio de internet Chatroulette en Vimeo. El corto consiste en un video que explica cómo es el sitio, cómo funciona y por qué la gente lo usa. Se realizan varios experimentos en el video, con los hallazgos presentados en animación stop motion. Uno de ellos probó que los usuarios de Chatorulette tienden a hablar más con las mujeres. Mientras que el 95% "salteaba" a Neistat, su amiga Genevieve solo era evitada por el 5%.

### Frenos de emergencia del subterráneo
En el año 2010, Neistat hizo un video acerca de cuándo usar el freno de emergencia de los trenes del Metro de Nueva York. De acuerdo con el video, uno solo debe usar los frenos de emergencia cuando el movimiento del tren supone una inminente amenaza a la vida o un miembro.

### Carril para bicicletas
En 2011, Neistat hizo un video criticando al Departamento de Policía de Nueva York por multar a los ciclistas de Nueva York que no circulen por los carriles para bicicletas. En el corto, Neistat filma un encuentro con un oficial donde recibe una multa de $50 por no andar por los mismos. Casey entonces decide circular con su bicicleta por los carriles chocándose contra los múltiples obstáculos que los mismos ostentan para así remarcar el hecho de que no siempre son el lugar más seguro para que los ciclistas se muevan. Neistat siguió la orden del oficial al pie de la letra, quedándose en la vía aun estando bloqueada. Su amigo filmó sus dolorosas caídas al chocarse con los diferentes obstáculos, incluyendo una camioneta y un auto de policía. The Guardian expresó que en 24 horas, el video de los carriles de bicicleta fue más que viral y le dio a Neistat gran atención de los medios. En respuesta, New York Magazine tituló a Neistat como un "Vigilante de los carriles de bicicleta" y el corto fue levantado por medios locales. Además, Time colocó al video en el puesto 8 de los Videos Creativos de 2011.

### Louise Neistat
Louise Neistat (nacida Louise Celice Grossman), la abuela de Casey Neistat era una bailarina de tap y perteneciente a Las Rockettes de Radio City Music Hall durante la Segunda Guerra Mundial. El 31 de octubre de 2011, Neistat publicó un corto de 4 minutos en Youtube acerca de ella. El mismo comienza con él preguntándole a su abuela cuantos años más piensa que va a realizar su show anual de tap. El objetivo de sus shows es juntar dinero para donar a la investigación del cáncer. El video fue twiteado en el Twitter oficial de Youtube y numerosos sitios de noticias lo levantaron, incluyendo el Huffington Post.  22 días después del lanzamiento del video, Louise Neistat falleció debido a causas naturales; Casey escribió su obituario y dio su encomio.«Louise Neistat Obituary - New London, CT - The Day». The Day. Consultado el 4 de agosto de 2015.

### Make It Count
Make it Count es un vídeo escrito, dirigido y protagonizado por Casey Neistat para Nike. El mismo comienza con un texto que dice:

Nike me pidió que hiciera un vídeo acerca de lo que significa #makeitcount (Haz que cuente). En vez de hacer su vídeo, gasté todo el presupuesto viajando alrededor del mundo con mi amigo Max. Viajamos hasta que nos quedamos sin dinero. Tomó 10 días.

El video comienza con Neistat y su colaborador Max Joseph yendo al aeropuerto. Editando sus viajes con interludios de citas inspiracionales construyen el corto, finalizando con Neistat volviendo a Nueva York, donde comenzó la historia. El 8 de abril de 2012, Nike lanzó el vídeo en su canal oficial de Youtube llamado Make it Count (Haz que cuente). El día siguiente Neistat lo publicó en su canal, obteniendo 3 millones de visitas en los primeros 5 días.
Zoe Fox de Mashable comentó que era la "Mejor historia de una marca jamás contada". Algunos de los principales sitios se refirieron a la producción de Neistat como "desacatada", incluyendo CNNGo, Fast Company y CondeNaste Traveler.

### Historias de Snapchat
Neistat comenzó a usar Snapchat para capturar momentos de su vida y agregarlos a su "historia", Luego añade estas historias a su canal de Youtube llamado Casey Neistat's Snap Stores. Los videos no son publicados a diario y tratan sobre las actividades que realiza en el día.
En el año 2014, Neistat fue colocado en el listado de la revista New Media Rockstar de los mejores 100 canales, ubicado en el puesto 82.

### Vlogs diarios
Neistat comenzó a publicar vlogs diarios el 25 de marzo de 2015, que pueden ser encontrados en su canal de Youtube. El 16 de mayo de 2015, en su vlog número 52, ""The Vice President, Outer Space and the Baby", Neistat dijo que ve sus vlogs como un foro en vez de un diario. El 19 de noviembre de 2016 publicó su último vlog. Algunos de sus vlogs cuentan con más de 16 millones de visitas. En la actualidad hace publicaciones pero no son diarias.

### Snowboarding with the NYPD
El 23 de enero de 2016, durante la Tormenta de invierno en Estados Unidos de enero de 2016, que provocó la prohibición de la circulación en las calles de Nueva York, Neistat y Jesse Wellens filmaron un vídeo a lo largo de las calles vacías de la ciudad. El vídeo de 2:41 minutos, llamado "Snowboarding with the NYPD", mostró a Neistat siendo llevado con una cuerda por las calles y lugares como Times Square. El video se volvió viral y obtuvo 6.5 millones de visitas en Youtube en sus primeras 24 horas.

## Beme

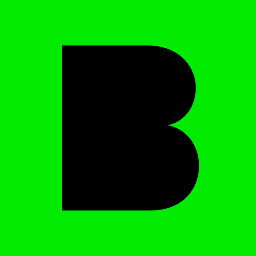
Logo de Beme.

En su vlog del 8 de julio de 2015 Neistat anunció que estaba trabajando con Matt Hackett en el desarrollo de una aplicación para compartir videos llamada Beme. La primera versión de Beme fue lanzada el 17 de julio de 2015. Diseñada como una alternativa al contenido altamente editado encontrado en las redes sociales, la aplicación le permite a los usuarios crear videos de 4 segundos que son subidos inmediatamente y compartidos con los suscriptores del usuario, sin la posibilidad de revisar el video. Cada usuario puede responder al contenido compartido enviando "reacciones", fotografías de ellos mismos, a quién publicó el video.
Poco tiempo después del lanzamiento, BuzzFeed describió el diseño minimalista de Beme como "engañosamente simple y decididamente raro". El New York Times, explicó que la experiencia del usuario de Beme es "como si el teléfono fuera parte del cuerpo, la cámara apuntando hacia el exterior, capturando lo que el usuario está viviendo" En los primeros ocho días después del lanzamiento de la aplicación, los usuarios de la misma compartieron 1.1 millones de videos y realizaron 2.4 millones de reacciones.

## Publicidades
Además de su carrera en televisión y cine, Neistat también dirigió comerciales de televisión, trabajando con clientes como Nike, Google, J.Crew, y Mercedes-Benz.

## Charlas públicas
Neistat ha dado conferencias referidas a la realización de vehículos y sus experiencias de vida. El 15 de octubre de 2010, Neistat dio una charla en la conferencia de otoño de la South Carolina Arts Education Association. Fue el artista especial del evento. El 2 de febrero de 2011, Casey dio una conferencia en el teatro Celeste Bartos del Museo de Arte Moderno de Nueva York. La misma fue descrita de la siguiente manera: 

Casey Neistat va a mostrarte y contarte como aprendió por su cuenta todo, desde el diseño hasta la realización de películas desde que dejó el colegio secundario. Sus herramientas son simples; una camera, un marcador, papel y tijeras y cualquier cosa que lo rodee, que incorpora a las historias de temas desde los frenos de emergencia del subterráneo y la configuración de privacidad de Facebook

 Las entradas para el evento costaban $40 y fueron agotadas. Neistat concluyó su conferencia invitando a los participantes de las preguntas y respuestas al escenario para elegir un regalo de su caja de cartón etiquetada "Party Favors", incluyendo un iPad, un Rolex falso y cervezas.
Otra de sus charlas fue en The Nantucket Project, el 2 de octubre de 2011. Neistat habló durante 20 minutos junto con presentadores tal como el político Rahm Emanuel, el empresario Eddie Lampert, el exSecretario del Tesoro de los Estados Unidos Lawrence Summers, el director ejecutivo de Google Eric Schmidt y la directora Julie Taymor. La conferencia de Neistat fue descrita como "una ingeniosa explicación de como elige sus tópicos y métodos de producción para dar esperanza a todo potencial creador de películas, de cualquier nivel económico".
Dentro de sus charlas también estuvo en TEDx de Parker School en Chicago, el 24 de marzo de 2012.

## Vida personal
El 18 de febrero de 2013 Neistat se comprometió con Candice Pool. El 29 de diciembre de ese mismo año Candice y Casey se casaron en Ciudad del Cabo. Neistat tiene un hijo, Owen nacido en 1998, de una relación anterior con Robin Harris y una hija, Francine, de su actual pareja. Francine nació el 6 de diciembre de 2014.
El 5 de octubre de 2018 nace su tercera hija Georgie y segunda del matrimonio